# Obagan
Obagan (kaz.: Обаған; ros.: Убаган, Ubagan) – rzeka w północnym Kazachstanie, prawy dopływ Tobołu. Długość – 376 km, powierzchnia zlewni – 50,7 tys. km².
Źródła Obaganu znajdują się w północnej części Bramy Turgajskiej. Rzeka płynie na północ przez jezioro Kusmuryn, wypływa na Nizinę Zachodniosyberyjską i uchodzi do Tobołu na granicy kazachsko-rosyjskiej. Reżim śnieżny. Wody Obaganu latem są słonawe.